# پارک ملی دوره
پارک ملی دوره (به لاتین: Dovre National Park) یک پارک ملی در نروژ است که در Dovre واقع شده‌است.

## وسعت
این پارک در سال ۲۰۱۳ تأسیس شد و ۲۸۹ کیلومتر مربع را پوشش می‌دهد.

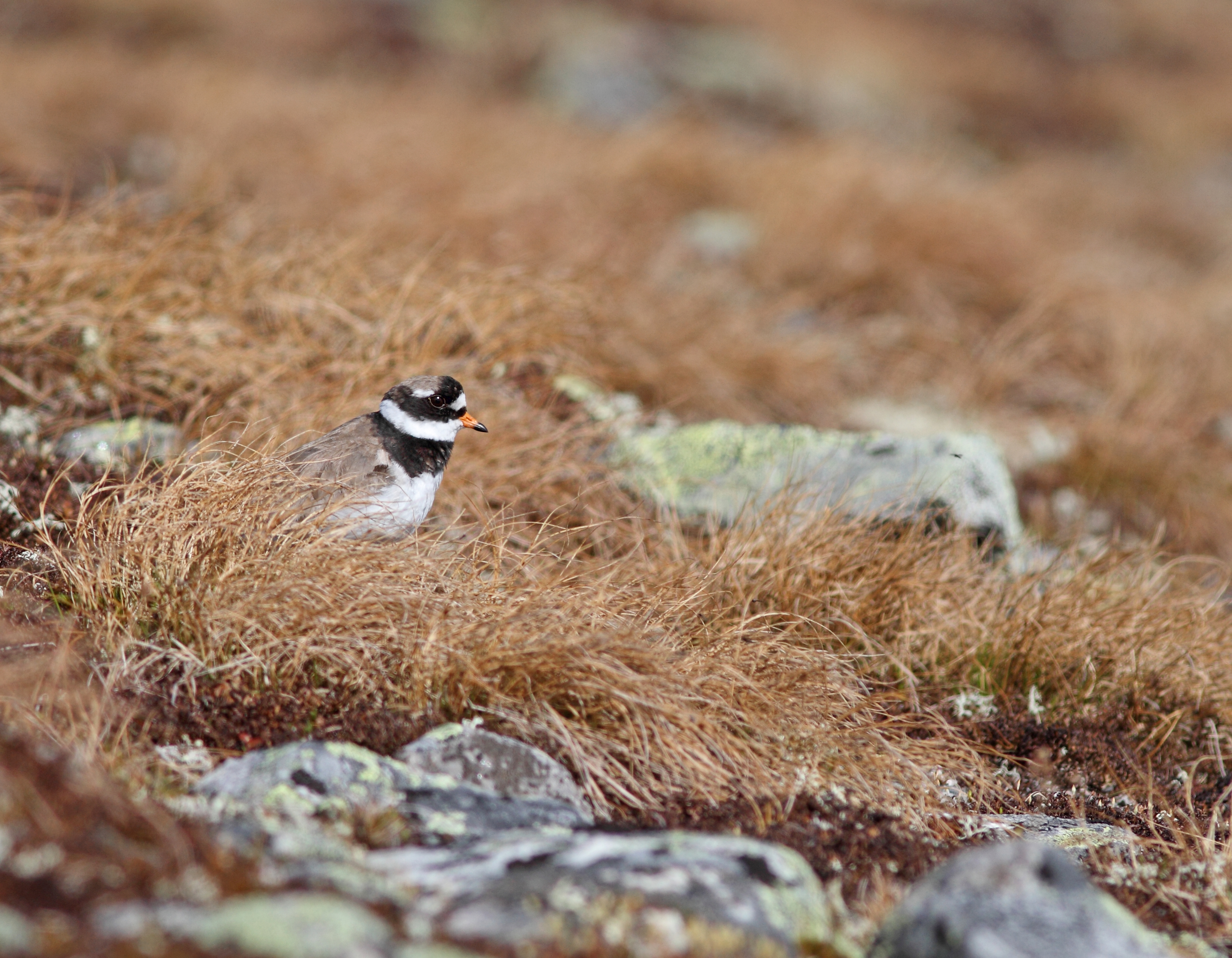
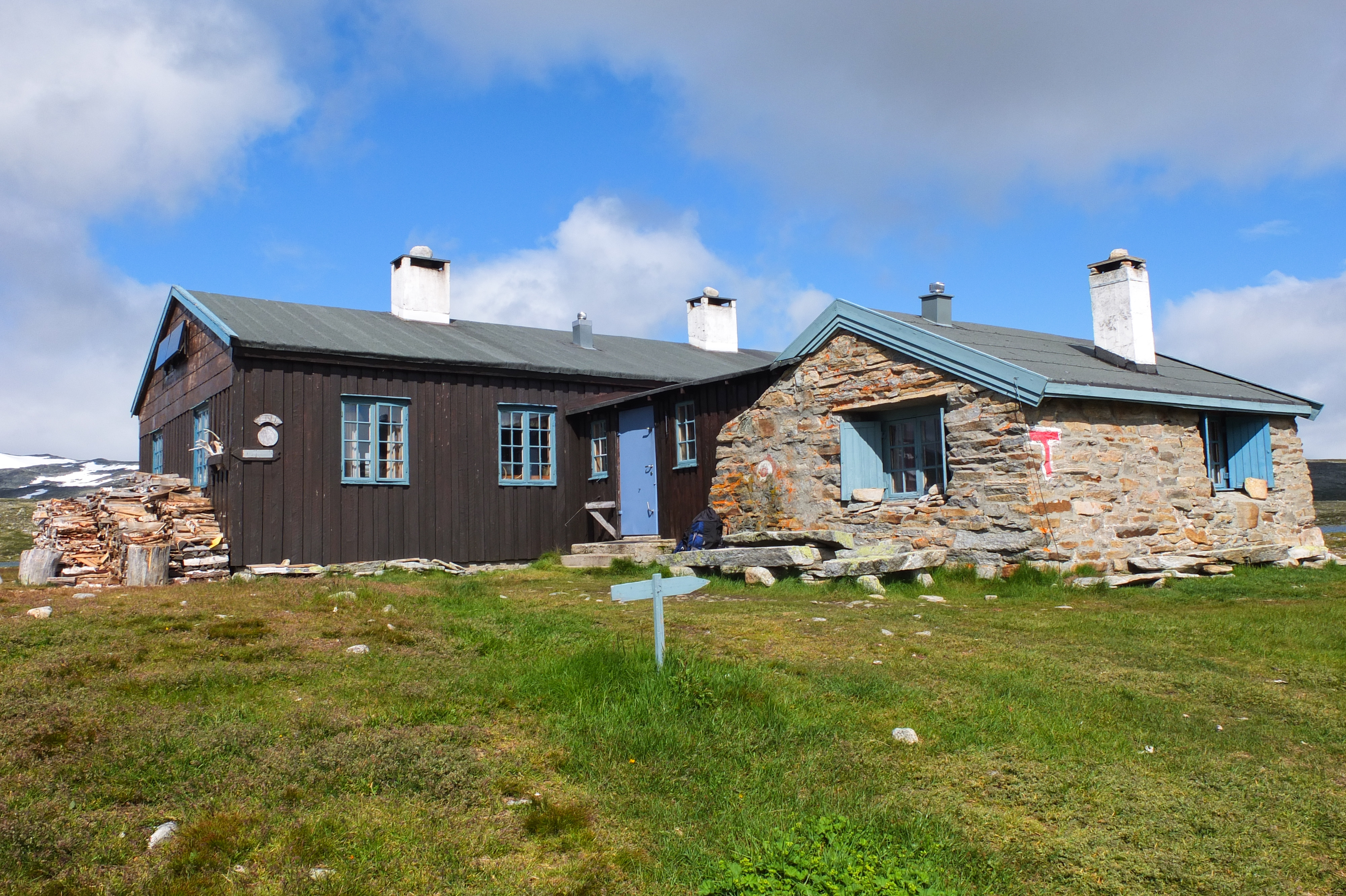
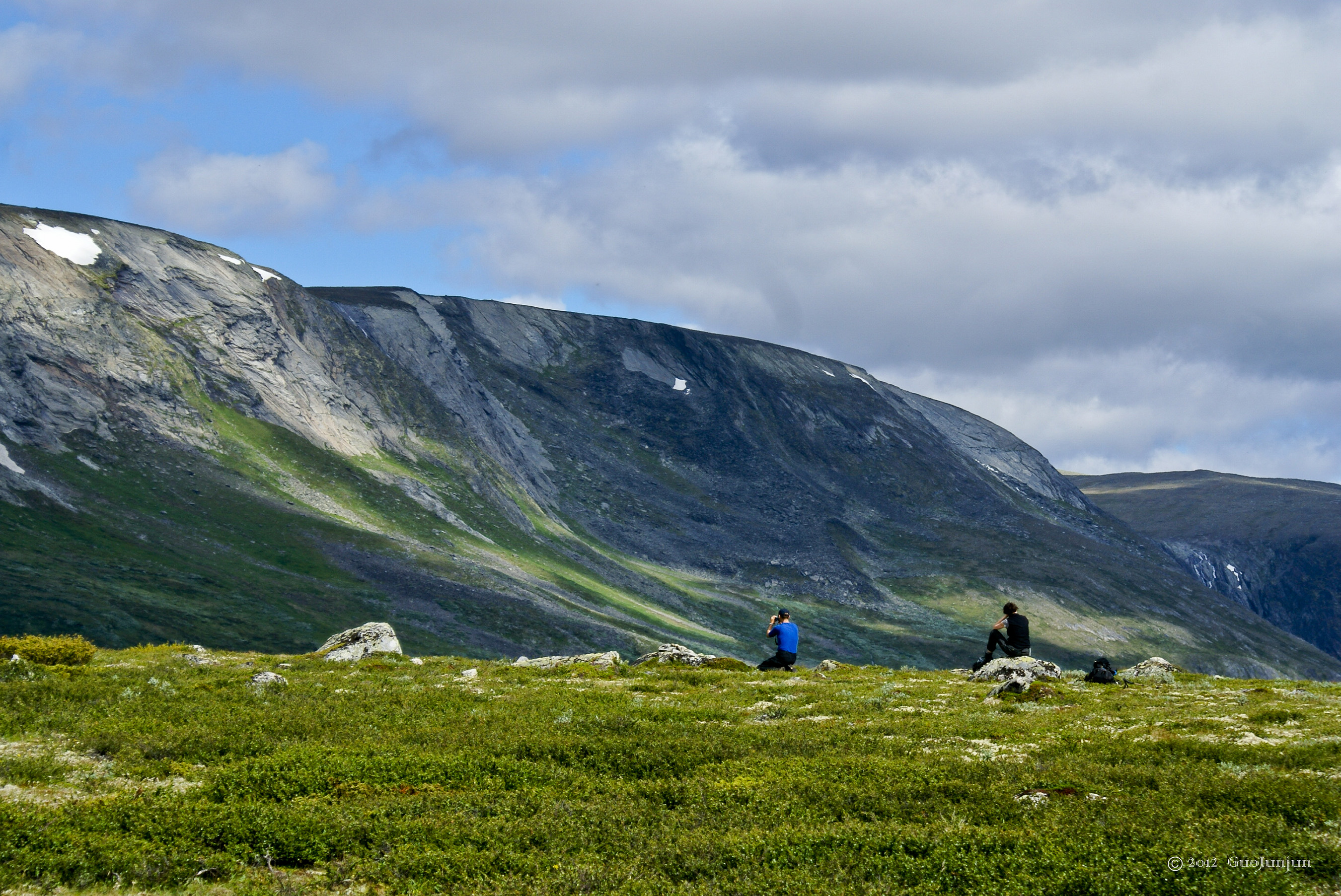